# Psathyrostachys lanuginosa
Psathyrostachys lanuginosa är en gräsart som först beskrevs av Carl Bernhard von Trinius, och fick sitt nu gällande namn av Sergej Arsenjevitj Nevskij. Psathyrostachys lanuginosa ingår i släktet Psathyrostachys och familjen gräs. Inga underarter finns listade i Catalogue of Life.